# Aida Accolla
Aida Accolla (Milano, 25 agosto 1942) è una ballerina italiana.

## Biografia
Aida Accolla entra nella Scuola di Ballo del Teatro alla Scala nel 1952 e dopo il diploma entra nel Corpo di Ballo del Teatro alla Scala. Nel 1965 è promossa solista. Nel 1975 viene nominata prima ballerina.
Al Teatro alla Scala è stata protagonista nelle coreografie di Roland Petit, Mario Pistoni e George Balanchine.
Per Roland Petit ha danzato ne Le quattro stagioni, musica di Vivaldi, 1963, Primavera - Autunno; Rapsodie espagnole, musica di Ravel, 1963, Ferla - Habanera; Le loup, musica di Dutilleux, 1967, La zingara; Eloge de la folie, musica di Constant, 1967, Pillola sonnifero con Bruno Telloli; Poema dell’estasi, musica di Skrjabin, 1968, L’amore con Rudol'f Nureev.
Per Mario Pistoni ha danzato in Gerswhiniana, musica di George Gershwin, 1965, Ginger Rogers con Amedeo Amodio; Spirituals per orchestra, musica di M. Gould, 1968, La Maddalena con Mario Pistoni; Una vita, musica di Stravinski, 1973, La donna; Contagio, musica di Giorgio Gaslini, 1973, Gli incompatibili con Luciana Savignano e Mario Pistoni.
Per George Balanchine ha danzato in Die Vier Temperamente, musica di Paul Hindemith, 1962, Terzo tema; Allegro brillante, musica di Ciaikovski, 1962, I° e II° coppia; Balletto imperiale, musica di Ciaikovski, 1962; Serenade, musica di Ciaikovski, 1969.
Altre interpretazioni da menzionare: Histoire du soldat, musica di Stravinskij, 1962, La principessa; Matinées et soirées musicales, musica di Benjamin Britten, 1963; La Dame à la Licorne, musica di Heinz Rosen, 1965; Ballo dei cadetti, musica di Richard Strauss, 1968; Cenerentola, musica di Prokof'ev, 1966, Arabella; Romeo e Giulietta, musica di Prokof'ev, coreografia di John Cranko, 1971, in Giulietta con Roberto Fascilla; Pulcinella, musica di Stravinskij, coreografia di Léonide Massine, 1971, Rosetta; Petruška, musica di Stravinskij, Milloss, 1972, La ballerina; Dafni e Cloe, Ravel, Skibine, 1975, Lyceion, con Paolo Bortoluzzi; Eine Kleine Nachtmusik, musica di Mozart, coreografia di Roberto Fascilla, 1975, interprete principale; La notte diffonde gl’incanti, autori vari, coreofrafia di Maiocchi, 1976, Danzatrice; Lo schiaccianoci, musica di Čajkovskij, coreografia di  Nureev, 1977, in Luisa - Danza spagnola, con Paolo Podini; Esoterik Satie, Autori vari, coreografia di Lorca Massine, 1978, in Poudre con Davide Bombana; Ballo Excelsior, musica di Romualdo Marenco, coreografia di Dell’Ara, 1978, Mora indiana; La bella addormentata nel bosco, musica di Ciaikovski, coreografia di Nureev, 1978, Carabosse; Shéhérazade, musica di Rimskij-Korsakov, coreografia di Michel Fokine, 1978, in Pas de deux con Maurizio Bellezza; Carmina Burana, musica di Carl Orff, 1979, Primavera.
Ha anche danzato in opere liriche: Semiramide, di Gioachino Rossini, Perugini, 1962; Aida, di Giuseppe Verdi, Radosevic, Zeffirelli, 1963, la sacerdotessa; La traviata, di Giuseppe Verdi, Perugini, Zeffirelli, 1964, zingara; La forza del destino, di Giuseppe Verdi, Perugini, 1965, tarantella; Faust, di Charles Gounod, Flindt, 1966, in Elena con Roberto Fascilla; Roméo et Juliette, di Berlioz, Skibine, 1969, in Giuliett, con Attilio Labis; Samson et Dalila, di Saint-Saën, Keres, 1970, Baccanale passo a due con Angelo Moretto; Aida, di Giuseppe Verdi, Babilée, Cauley, 1973, trionfo, con Bruno Telloli; La fiera di Soročincy, di Musorgskij, Cauley, 1981, La fanciulla; Cristallo di rocca, di Sylvano Bussotti, Cauley, 1983, La governante.
Dal 1967 al 1982 ha posato per lo scultore Francesco Messina ispirando la serie delle “danzatrici”.
Nel 1983 si ritira dalla danza.
Nel 2018, nel Museo Francesco Messina viene allestita la mostra Belle di Natura dedicata a Aida Accolla, Carla Fracci e Luciana Savignano, accomunate, oltre che dalla danza, per essere state le muse di Messina.

## Premi
- 1985 Ambrogino d’Oro alla carriera.